# 河合町 (豊田市)
河合町（かわいちょう）は、愛知県豊田市の地名。

## 地理

### 学区
|      | 小学校             | 中学校             | 高等学校 |
| ---- | ------------------ | ------------------ | -------- |
| 全域 | 豊田市立前山小学校 | 豊田市立豊南中学校 | 三河学区 |

### 池沼
- 河合池

- 河合池

## 歴史

### 人口の変遷
国勢調査による人口および世帯数の推移。
| 1995年（平成7年）  | 348世帯 1118人 |  |
| 2000年（平成12年） | 357世帯 1128人 |  |
| 2005年（平成17年） | 566世帯 1626人 |  |
| 2010年（平成22年） | 640世帯 1736人 |  |
| 2015年（平成27年） | 731世帯 1904人 |  |
| 2020年（令和2年）  | 773世帯 1857人 |  |

### 沿革
- 1959年（昭和34年） - 挙母市今の一部により、豊田市河合町が成立[1]。

## 交通
- 愛知県道491号豊田環状線
- 伊勢湾岸自動車道

## 施設
- 豊田大塚古墳
- 河合池グラウンド
- ローソン豊田河合店
- フジファミリーショップ 前山店

### WEB
1. ↑  “愛知県豊田市の町丁・字一覧”.   人口統計ラボ. 2024年2月26日閲覧。
2. 1 2  総務省統計局 (2022年2月10日). “令和2年国勢調査の調査結果(e-Stat) - 男女別人口，外国人人口及び世帯数－町丁・字等” (CSV). 2023年8月2日閲覧。
3. ↑  “愛知県豊田市の郵便番号一覧”.   日本郵便. 2024年2月29日閲覧。
4. ↑  “市外局番の一覧” (PDF).   総務省 (2022年3月1日). 2022年3月22日閲覧。
5. ↑  “ナンバープレートについて”.   一般社団法人愛知県自動車会議所. 2024年1月21日閲覧。
6. 1 2  豊田市役所教育部学校教育課 (2024年1月4日). “町名別小中学校区 > か行”.   豊田市. 2024年6月7日閲覧。
7. ↑  総務省統計局 (2014年3月28日). “平成7年国勢調査の調査結果(e-Stat) - 男女別人口及び世帯数 －町丁・字等” (CSV). 2021年7月20日閲覧。
8. ↑  総務省統計局 (2014年5月30日). “平成12年国勢調査の調査結果(e-Stat) - 男女別人口及び世帯数 －町丁・字等” (CSV). 2021年7月20日閲覧。
9. ↑  総務省統計局 (2014年6月27日). “平成17年国勢調査の調査結果(e-Stat) - 男女別人口及び世帯数 －町丁・字等” (CSV). 2021年7月21日閲覧。
10. ↑  総務省統計局 (2012年1月20日). “平成22年国勢調査の調査結果(e-Stat) - 男女別人口及び世帯数 －町丁・字等” (CSV). 2021年7月21日閲覧。
11. ↑  総務省統計局 (2017年1月27日). “平成27年国勢調査の調査結果(e-Stat) - 男女別人口及び世帯数 －町丁・字等” (CSV). 2021年7月21日閲覧。

### 書籍
1. ↑  「角川日本地名大辞典」編纂委員会 1989, p. 447.